# Central (Bahia)
Central est une municipalité brésilienne de l'État de Bahia et la Microrégion d'Irecê.